# Senven-Léhart
Senven-Léhart [sɛ̃vɛ̃leaʁ] est une commune française située dans le département des Côtes-d'Armor en région Bretagne.
Le nom de la commune en breton est Senven-Lehard.

## Géographie
|         | Saint-Fiacre  |              |
| Plésidy | Senven-Léhart | Saint-Gildas |
|         | Saint-Connan  |              |

### Hydrographie
Pour un article plus général, voir Réseau hydrographique des Côtes-d'Armor.
La commune est située dans le bassin Loire-Bretagne. Elle est drainée par le Trieux et la Villeneuve,.
Le Trieux, d'une longueur de 72 km, prend sa source dans la commune de Kerpert et se jette  dans la Manche entre Lézardrieux et Ploubazlanec, après avoir traversé 21 communes. 

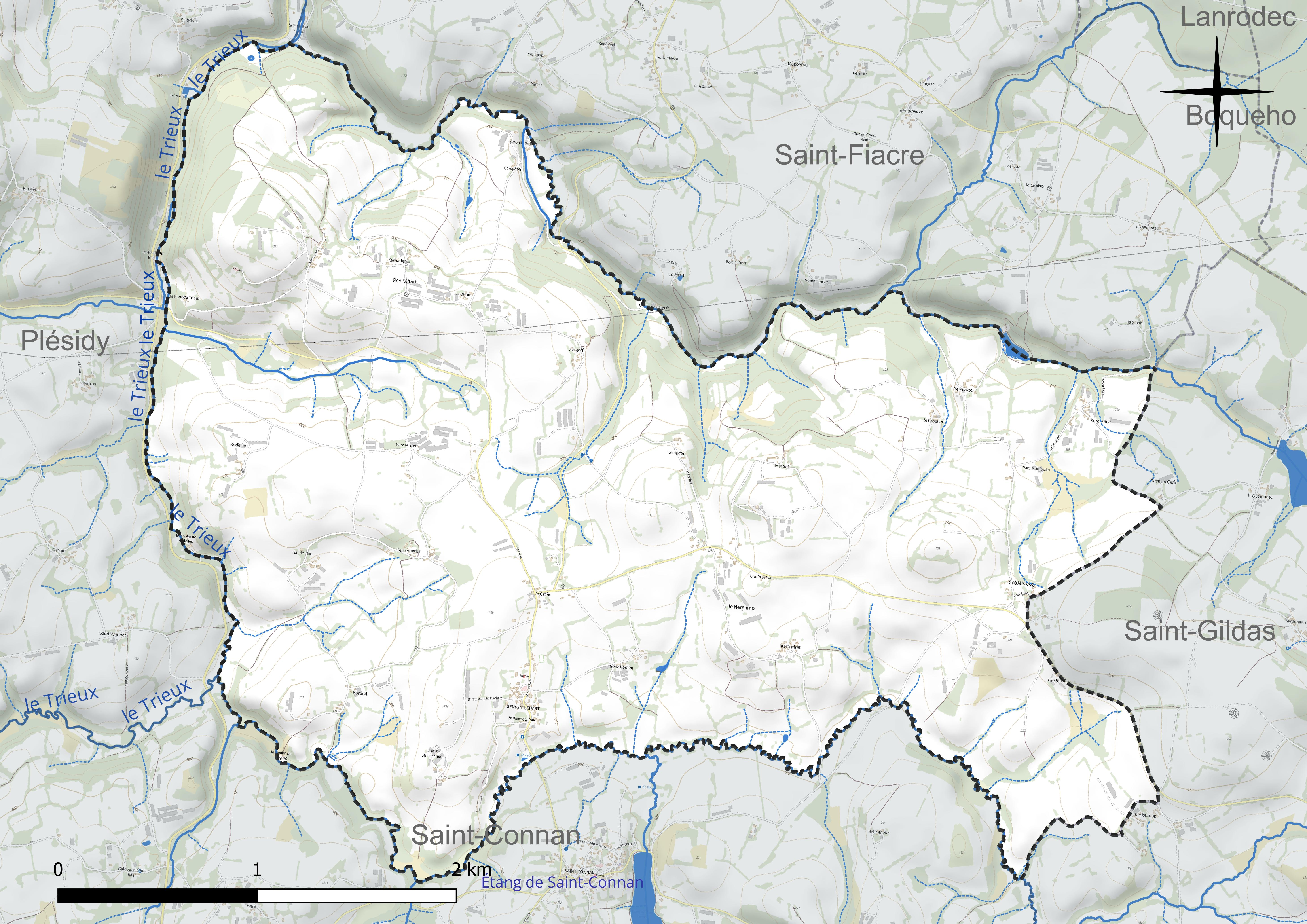
Réseau hydrographique de Senven-Léhart.

La Villeneuve, d'une longueur de 12 km, prend sa source dans la commune du Vieux-Bourg et se jette  dans le Trieux à Saint-Connan, après avoir traversé cinq communes. 

### Climat
Pour des articles plus généraux, voir Climat de la Bretagne et Climat des Côtes-d'Armor.
En 2010, le climat de la commune est de type climat océanique franc, selon une étude du CNRS s'appuyant sur une série de données couvrant la période 1971-2000. En 2020, Météo-France publie une typologie des climats de la France métropolitaine dans laquelle la commune est exposée à un climat océanique et est dans la région climatique  Finistère nord, caractérisée par une pluviométrie élevée, des températures douces en hiver (6 °C), fraîches en été et des vents forts. Parallèlement l'observatoire de l'environnement en Bretagne publie en 2020 un zonage climatique de la région Bretagne, s'appuyant sur des données de Météo-France de 2009. La commune est, selon ce zonage, dans la zone « Intérieur », exposée à un climat médian, à dominante océanique.  
Pour la période 1971-2000, la température annuelle moyenne est de 10,7 °C, avec une amplitude thermique annuelle de 11,3 °C. Le cumul annuel moyen de précipitations est de 979 mm, avec 14,7 jours de précipitations en janvier et 7,8 jours en juillet. Pour la période 1991-2020, la température moyenne annuelle observée sur la station météorologique la plus proche, située sur la commune de Kerpert à 7 km à vol d'oiseau, est de 10,8 °C et le cumul annuel moyen de précipitations est de 1 088,9 mm,. Pour l'avenir, les paramètres climatiques de la commune estimés pour 2050 selon différents scénarios d'émission de gaz à effet de serre sont consultables sur un site dédié publié par Météo-France en novembre 2022.

## Urbanisme

### Typologie
Au 1er janvier 2024, Senven-Léhart est catégorisée commune rurale à habitat très dispersé, selon la nouvelle grille communale de densité à 7 niveaux définie par l'Insee en 2022.
Elle est située hors unité urbaine et hors attraction des villes,.

### Occupation des sols
L'occupation des sols de la commune, telle qu'elle ressort de la base de données européenne d’occupation biophysique des sols Corine Land Cover (CLC), est marquée par l'importance des territoires agricoles (89 % en 2018), en augmentation par rapport à 1990 (87,6 %). La répartition détaillée en 2018 est la suivante : 
zones agricoles hétérogènes (75,1 %), terres arables (13,7 %), forêts (11 %), prairies (0,2 %). L'évolution de l’occupation des sols de la commune et de ses infrastructures peut être observée sur les différentes représentations cartographiques du territoire : la carte de Cassini (XVIIIe siècle), la carte d'état-major (1820-1866) et les cartes ou photos aériennes de l'IGN pour la période actuelle (1950 à aujourd'hui).

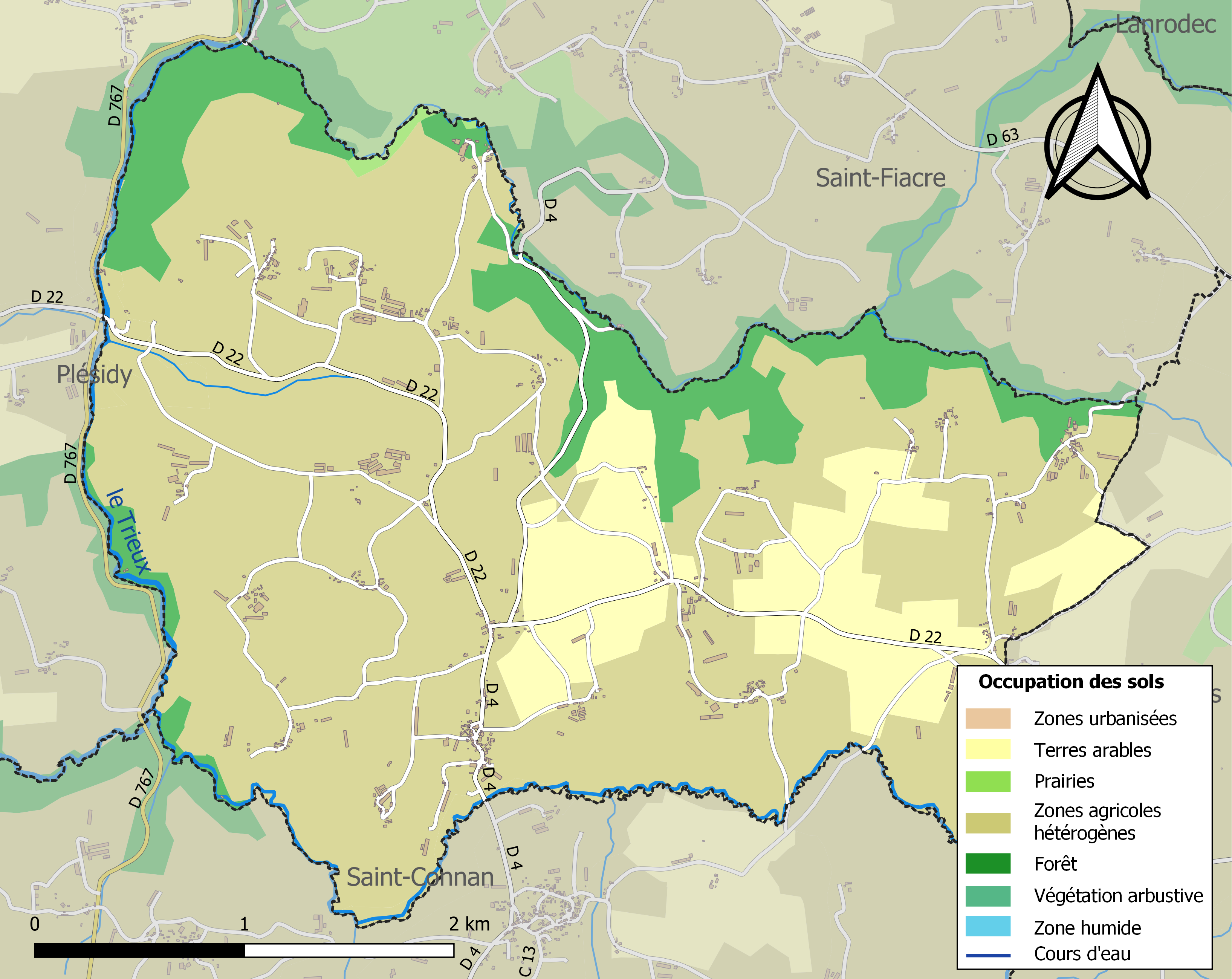
Carte des infrastructures et de l'occupation des sols de la commune en 2018 (CLC).

Le territoire de la commune présente un habitat épars,  souvent par groupes de 2 ou 3 corps de ferme anciens.  Le réseau hydrique est particulièrement dense sur la commune avec de nombreux puits (dont celui de Kerprat de l'ancienne ferme Bihannic qui est sous de gros blocs de granit et tout à fait remarquable) ,  fontaines,  trous d'eau.  Cela peut être un des facteurs qui explique l'importante mortalité infantile jusqu'apres la seconde guerre mondiale.
Jusqu'aux années 1970, la commune connaît une forte activité agricole avec des zones de culture et des prés dans les zones humides.  De nos jours,  la deprise a gagné les terres agricoles les moins intéressantes et une partie de la commune est maintenant couverte de Landes,  friches et taillis rendant parfois inaccessibles certains îlots anciennement habités  tel le moulin de Kerprat.

## Toponymie
Le nom de la localité est attesté sous la forme Saint Neven en 1543.
Senven-Léhart vient du breton Néven (vieux breton Numin) et de Léhart (nom, semble-t-il, de la seigneurie de Léhart).
Noms des villages :
Gatarlouarn
La croix 
Kerfelec
Kerprat
Kerscouharat

## Histoire
La commune de Senven Lehart présente encore des traces de l'habitat rural traditionnel de la fin du 19e-début du 20e siècle. 
La ferme était constituée d'une longère. Maison basse avec l'habitation (généralement une seule étroite fenêtre  et une porte basse) et l'étable pour les animaux au bout (vaches, cheval de trait). Dans le grenier on stockait les céréales. Dans la cour, le puits, le tas de fumier et la meule de foin et celle de litière (fauchage des landes et prés trop grossier pour l'alimentation des animaux qu'on utilisait pour le paillage). Le four à pain permet aussi de cuire les pommes de terre pour le cochon. Le critère de bonne santé financière de ces exploitations est le nombre de chevaux. 
À noter, certaines maisons très anciennes avec étage et façade ouvragée (chapiteaux, pierre taillée). 

### LeXXesiècle

#### Les guerres duXXesiècle
Le monument aux morts porte les noms des 61 soldats morts pour la Patrie :
- 56 sont morts durant la Première Guerre mondiale ;
- 5 sont morts durant la Seconde Guerre mondiale.

##### Le maquis de Goas-Hamon
Un groupe de résistants s'était formé à partir du mois de mai 1944 dans la commune de Senven-Léhart et installé dans le château de Goas-Hamon, qui appartenait à la famille Novello ; ils furent attaqués par les Allemands le 12 juin 1944 : sept résistants (Jean Marion, Georges Le Saux, Jean Marini, Edmond Corbel, Jean Julienne, Ernest Le Flammec et Marcel Le Bihan) furent tués au combat ou massacrés sur place, douze furent arrêtés (Briac Blanchard, Albert Fouilhon, Paul Herviou, Joseph Le Bihan, Henri Le Gac, Alphonse Le Pape, Jean Le Tallec, Jean Lossouarn, Jean Peron, Albert Pinson, Paul Riou, Christian Savary) et furent condamnés à mort le 16 juin 1944 par un tribunal militaire allemand et exécutés le même jour au camp d'aviation de Servel près de Lannion. Le château, incendié par les Allemands, fut complètement détruit ; il n'a jamais été reconstruit et ses pierres ont été vendues pour construire un nouveau manoir.... aux États-Unis.
Les Allemands,  dans les derniers mois,  exerçaient une pression importante sur la population. La nuit, craignant les rafles, les adultes allaient se cacher dans les lieux reculés tel le moulin de Kerprat laissant les enfants seuls. Ces enfants de l'époque se souviennent encore des Allemands qui entraient la nuit dans les maisons et, fort heureusement, constatant l'absence d'adultes, partaient comme ils étaient venus.

## Politique et administration

### Liste des maires
| Période                                  | Période                   | Identité                                 | Étiquette | Qualité                                             |
| ---------------------------------------- | ------------------------- | ---------------------------------------- | --------- | --------------------------------------------------- |
| Les données manquantes sont à compléter. |                           |                                          |           |                                                     |
| mai 1945                                 | mars 1965                 | Basile Jagu                              |           |                                                     |
| mars 1965                                | juillet 1995 (décès)      | Yves Jagu (1932-1995, fils du précédent) | PCF app.  |                                                     |
| août 1995                                | En cours (au 27 mai 2020) | Gilbert Burlot                           | PS        | Retraité du commerce Réélu pour le mandat 2020-2026 |

### Rësultats électoraux
2ers du deuxième tour de l'élection présidentielle le 24 avril 2022, Senven-Léhart a été la commune de la région Bretagne ayant donné le plus fort pourcentage de voix (65,62%) à Marine Le Pen, devant Billio (62,5 %) et Landébia (61,45 %).

## Démographie
L'évolution du nombre d'habitants est connue à travers les recensements de la population effectués dans la commune depuis 1793. Pour les communes de moins de 10 000 habitants, une enquête de recensement portant sur toute la population est réalisée tous les cinq ans, les populations de référence des années intermédiaires étant quant à elles estimées par interpolation ou extrapolation. Pour la commune, le premier recensement exhaustif entrant dans le cadre du nouveau dispositif a été réalisé en 2004.

En 2022, la commune comptait 241 habitants, en évolution de +3,43 % par rapport à 2016 (Côtes-d'Armor : +1,78 %, France hors Mayotte : +2,11 %).
| 1793 | 1800 | 1806 | 1821 | 1831 | 1836 | 1841 | 1846 | 1851 |
| ---- | ---- | ---- | ---- | ---- | ---- | ---- | ---- | ---- |
| 720  | 722  | 729  | 682  | 792  | 781  | 819  | 854  | 872  |

| 1856 | 1861 | 1866 | 1872 | 1876 | 1881 | 1886 | 1891 | 1896 |
| ---- | ---- | ---- | ---- | ---- | ---- | ---- | ---- | ---- |
| 809  | 859  | 805  | 736  | 755  | 842  | 796  | 759  | 724  |

| 1901 | 1906 | 1911 | 1921 | 1926 | 1931 | 1936 | 1946 | 1954 |
| ---- | ---- | ---- | ---- | ---- | ---- | ---- | ---- | ---- |
| 745  | 780  | 800  | 754  | 682  | 647  | 576  | 543  | 523  |

| 1962 | 1968 | 1975 | 1982 | 1990 | 1999 | 2004 | 2006 | 2009 |
| ---- | ---- | ---- | ---- | ---- | ---- | ---- | ---- | ---- |
| 425  | 391  | 335  | 305  | 292  | 250  | 241  | 250  | 237  |

| 2014 | 2019 | 2022 | - | - | - | - | - | - |
| ---- | ---- | ---- | - | - | - | - | - | - |
| 232  | 236  | 241  | - | - | - | - | - | - |

## La population
La position isolée,  loin des pôles économiques,  la nature de l'environnement ont eu un impact sur la démographie de Senven Lehart dont la population très majoritairement agricole avait un niveau de vie inférieur au reste du département.
Jusqu'apres la seconde guerre mondiale, la mortalité infantile y était importante,  allant jusqu'à 1 enfant sur 2 avant leur sixième anniversaire.
Dans les années 1960, avec le plan Pisani,  la commune a été profondément modifiée.  Dans chaque ferme était une main d'œuvre jeune, parfois nombreuse.  Les garçons ont été envoyés dans les centres de formation du bâtiment et,  avec l'essor économique,  se sont souvent mis à leur compte dans des zones économiquement plus favorables.  Le garçon restant sur la ferme,  s'il avait une épouse se voyait encouragé à monter un élevage de poulets 'moderne'  en complément de revenus.  Senven est ainsi devenue une des communes où il y avait le plus de poules pondeuses au km2.
Les fermes se sont agrandies,  les jeunes ont étudié et sont partis travailler en ville.

## Lieux et monuments

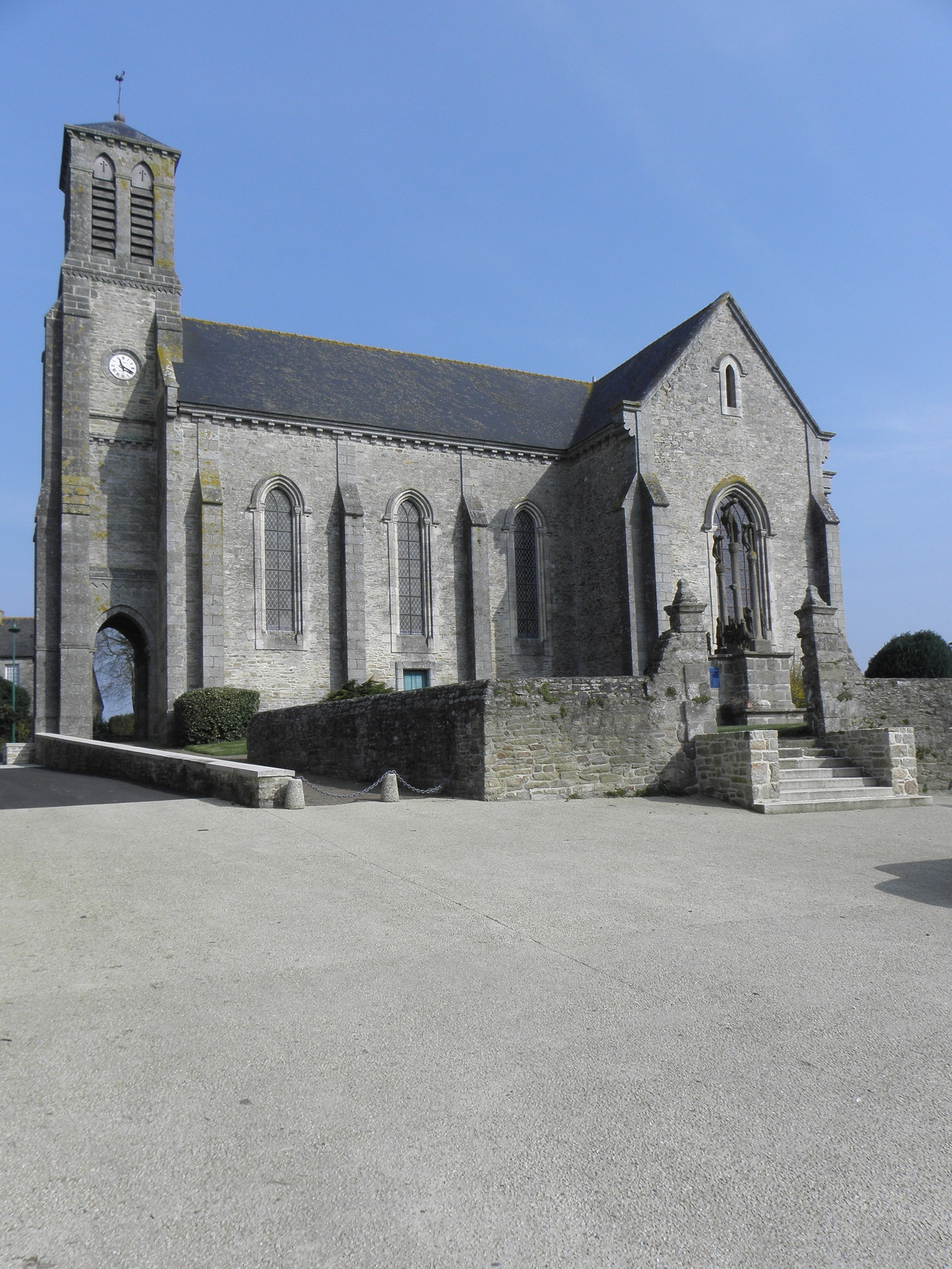
L'église Notre-Dame.

- Église Notre-Dame.

### La chapelle de Saint-Tugdual

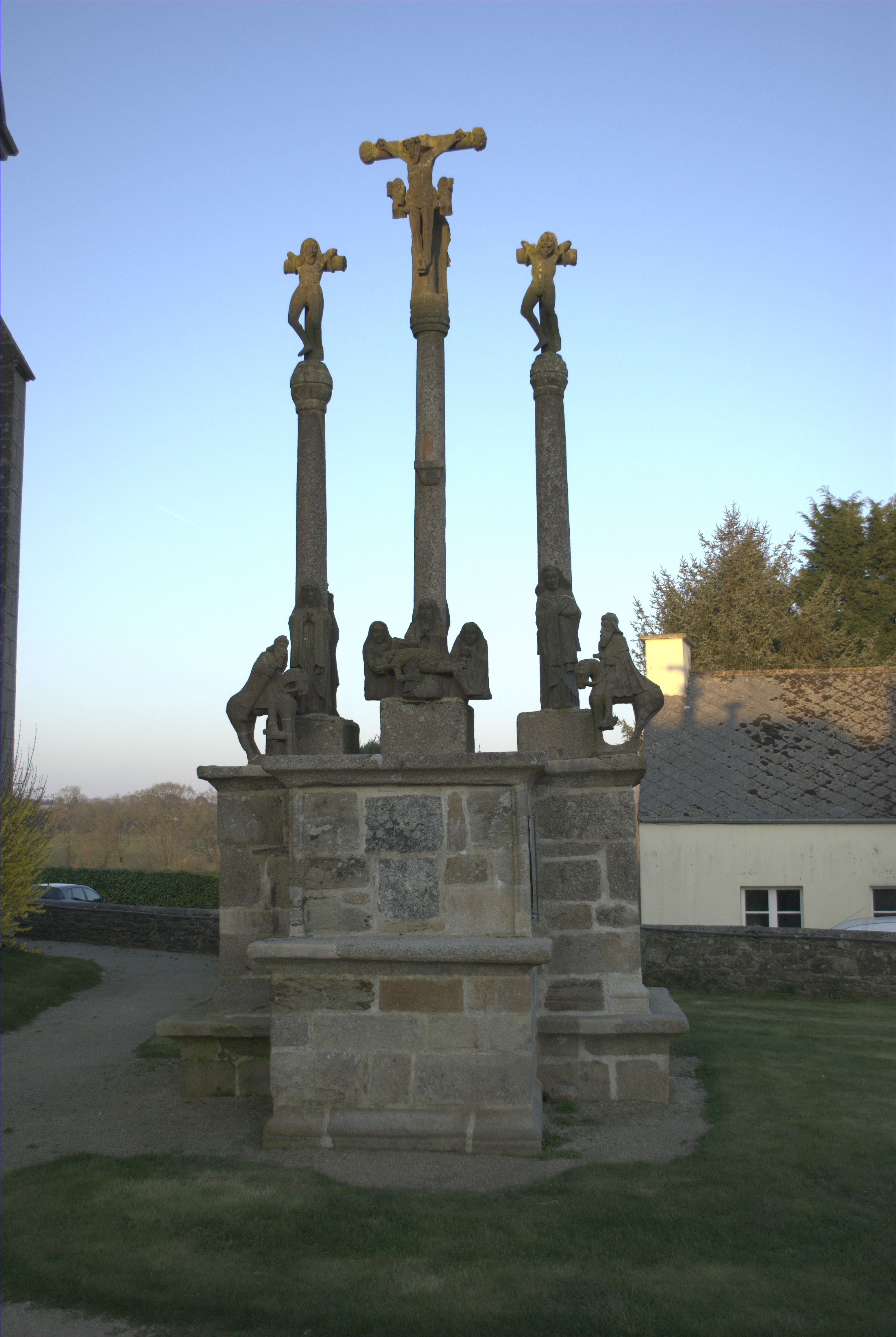
Le calvaire.

Construite au lieu-dit Pen Léhart au XVIe siècle, elle marque les limites de l'ancien évêché de Tréguier, étant vraisemblablement une fondation des seigneurs de Léhart, eux-mêmes juveigneurs de la maison d'Avaugour.
Face à l'état de ruine, l'abbé Le Cam, recteur de Senven-Léhart de 1970 à 1997, prit l'initiative de restaurer entièrement l'édifice. La statue en bois polychrome de saint Tugdual du début du XVIe siècle trônant à l'intérieur de la chapelle rappelle l'œuvre évangélisatrice du fondateur de l'évêché de Tréguier.
À la porte ouest se trouve une stèle gauloise de l'âge du fer qui, jusqu'au XXe siècle, était au centre d'une croyance païenne selon laquelle les femmes stériles devaient s'y frotter le ventre dans l'espoir d'une maternité (copie de la plaquette murale sur la façade sud de l'édifice).
Un premier muret d'une hauteur avoisinant le 1,10 m sur une longueur de 40 m est visible à 40 mètres de la chapelle façade nord-est. Puis un deuxième muret plus important (hauteur : 1 mètre, longueur : 340 m) et en grande partie recouvert par la végétation. Ce muret borne la façade nord du champ attenant au Nord et Nord-Est de la chapelle.

### Le moulin de Kerprat
Le bâtiment en lui même ne présente aucun intérêt mais,  par contre le chaos granitique à travers lequel passé la rivière est intéressant.  Dans les sous-bois,  couvert de mousse,  un site propice aux légendes.  On y trouve,  sur l'un des blocs 'le pied du diable' : une empreinte telle celle d'une chaussure avec le talon[réf. nécessaire].

### Le calvaire
Le calvaire de Senven-Léhart (XVIIe siècle) est classé le 12 octobre 1964 au titre des Monuments historiques.